# Virus Buster Serge
Virus Buster Serge, w Japonii znany jako Virus (jap. ウイルス Uirusu) – japońska seria gier komputerowych. Została zapoczątkowana grą przygodową na platformę Sega Saturn. Na jej podstawie powstała adaptacja anime, która została wyreżyserowana przez Masamiego Ōbari, a wyprodukowana przez J.C.Staff i Plum. Serial miał swoją premierę na kanałach AT-X i TV Tokyo od 2 października do 19 grudnia 1997 roku. Na podstawie serii powstały light novel i druga gra wideo (na PlayStation).

## Opis fabuły
W roku 2097 w mieście Neo Hongkong, człowiek i maszyna żyją wspólnie, a postęp technologiczny miasta kwitnie. Jednak pasożytniczy, złowrogi organizm z innego wymiaru nazywany Wirusem przejmuje kontrolę nad maszynami i staje się problemem. Do walki z zagrożeniem zostaje powołana organizacja Bastion (oryg. STAND) wyposażona w swoje plastopancerze (oryg. Variable Gears) (maszynowe zbroje) na czele z tajemniczym Ravenem. Najnowszym członkiem zespołu jest Serge, człowiek, który nie pamięta swojej przeszłości.

## Bohaterowie
Serge
Seiyū: Shin’ichirō Miki 
Ma 25 lat. Jest najnowszym członkiem Bastionu – organizacji walczącej z Wirusem. Jego plastopancerz jest w kolorze czerwonym. Jest człowiekiem bez przeszłości, a przynajmniej jej nie pamięta. Raven zaproponował mu dołączenie do STAND, co może być jego szansą na przypomnienie swojej przeszłości. Rywalizuje z kolegą z zespołu Jouichirou i jest w związku z Eriką.
Erika
Seiyū: Mayumi Iizuka 
Ma 23 lata.
Jouichirou
Seiyū: Nobuyuki Hiyama 
Mirei
Seiyū: Haruna Ikezawa 
Macus
Seiyū: Keiichi Nanba 
Raven
Seiyū: Hirotaka Suzuoki 
Donna
Seiyū: Ai Orikasa 

## Muzyka
Opening
1. "Rainy Day and Day", śpiewane przez Dragon Ash

Ending
1. "Heavenly Blue", śpiewane przez Ran Takano